# Sofia Bryant
Sofia Bryant (* 26. Dezember 1999) ist eine amerikanisch-finnische Schauspielerin. Sie erlangte durch ihre Rolle in der Netflix-Serie I Am Not Okay With This Bekanntheit.

## Werdegang
Bryant sammelte als Zwölfjährige erste Schauspielerfahrungen bei einem Konservatorium in New York City. Sie spielte in Werbespots, bevor erste Auftritte in Fernsehserien folgten. Bryant war in je einer Episode der Serien Good Wife, Blue Bloods – Crime Scene New York und The Code zu sehen. 2020 spielte sie die Rolle der Dina in der Netflix-Serie I Am Not Okay With This.

## Filmografie (Auswahl)
- 2015: Psiconautas, los niños olvidados (Stimme)
- 2016: Good Wife (The Good Wife, Fernsehserie, Episode 3x17)
- 2018: Blue Bloods – Crime Scene New York (Blue Bloods, Fernsehserie, Episode 8x12)
- 2019: The Code (Fernsehserie, Episode 1x09)
- 2020: I Am Not Okay With This (Fernsehserie, 7 Episoden)
- 2021: Mark, Mary & Some Other People
- 2021: The Girl in the Woods (Fernsehserie, 8 Episoden)
- 2022: Never Better
- 2023: Little Dixie
- 2023: Deadly DILF
- 2024: Hungry
- 2025: Found (Fernsehserie, Episode 2x14)
- 2025: Der Sommer, als ich schön wurde (The Summer I Turned Pretty, Fernsehserie)